# Chrysolina cinctipennis
Chrysolina cinctipennis is een keversoort uit de familie bladkevers (Chrysomelidae). De wetenschappelijke naam van de soort werd in 1874 gepubliceerd door Edgar von Harold.